# Szwecja na Mistrzostwach Świata w Lekkoatletyce 2017
Szwecja na Mistrzostwach Świata w Lekkoatletyce 2017 – reprezentacja Szwecji podczas mistrzostw świata w Londynie liczyła 32 zawodników, którzy zdobyli 1 medal.

## Zdobyte medale
| Medal  | Zawodnik     | Konkurencja  | Rezultat | Data       |
| ------ | ------------ | ------------ | -------- | ---------- |
| srebro | Daniel Ståhl | rzut dyskiem | 69,19    | 6 sierpnia |

## Skład reprezentacji
Mężczyźni
| Zawodnik          | Konkurencja                   | Eliminacje | Eliminacje | Półfinał | Półfinał | Finał    | Finał   |
| Zawodnik          | Konkurencja                   | Rezultat   | Pozycja    | Rezultat | Pozycja  | Rezultat | Pozycja |
| ----------------- | ----------------------------- | ---------- | ---------- | -------- | -------- | -------- | ------- |
| Andreas Kramer    | bieg na 800 m                 | 1:45,98    | 12. Q      | 1:46,25  | 11.      | NQ       | NQ      |
| Kalle Berglund    | bieg na 1500 m                | 3:39,62    | 9. q       | 3:40,05  | 11.      | NQ       | NQ      |
| Mikael Ekvall     | maraton                       | —          | —          | —        | —        | 2:18:12  | 32.     |
| David Nilsson     | maraton                       | —          | —          | —        | —        | 2:22:53  | 52.     |
| Emil Blomberg     | bieg na 3000 m z przeszkodami | DNF        | DNF        | —        | —        | NQ       | NQ      |
| Napoleon Solomon  | bieg na 3000 m z przeszkodami | 8:35,95    | 9.         | —        | —        | NQ       | NQ      |
| Anatole Ibáñez    | chód na 20 km                 | —          | —          | —        | —        | 1:24:23  | 44.     |
| Perseus Karlström | chód na 20 km                 | —          | —          | —        | —        | 1:23:36  | 37.     |
| Anders Hansson    | Chód na 50 km                 | —          | —          | —        | —        | 3:58:00  | 28.     |

| Zawodnik         | Konkurencja   | Kwalifikacje | Kwalifikacje | Finał | Finał   |
| Zawodnik         | Konkurencja   | Wynik        | Pozycja      | Wynik | Pozycja |
| ---------------- | ------------- | ------------ | ------------ | ----- | ------- |
| Armand Duplantis | skok o tyczce | 5,70         | 8. q         | 5,50  | 9.      |
| Michel Tornéus   | skok w dal    | 8,07         | =5. Q        | 8,19  | 8.      |
| Niklas Arrhenius | rzut dyskiem  | 58,91        | 24.          | NQ    | NQ      |
| Simon Pettersson | rzut dyskiem  | 63,69        | 7. q         | 60,39 | 11.     |
| Daniel Ståhl     | rzut dyskiem  | 67,64        | 1. Q         | 69,19 | srebro  |

Dziesięciobój
| Zawodnik           | Konkurencja | 100 m | LJ   | SP    | HJ  | 400 m | 110H | DT | PV | JT | 1500 m | Wynik | Pozycja |
| ------------------ | ----------- | ----- | ---- | ----- | --- | ----- | ---- | -- | -- | -- | ------ | ----- | ------- |
| Fredrik Samuelsson | Rezultat    | 11,24 | 7,11 | 13,82 | DNS | DNS   | –    | –  | –  | –  | –      | DNF   | DNF     |
| Fredrik Samuelsson | Punkty      | 808   | 840  | 717   | 0   | 0     | –    | –  | –  | –  | –      | DNF   | DNF     |

Kobiety
| Zawodniczka        | Konkurencja                   | Eliminacje | Eliminacje | Półfinał | Półfinał | Finał    | Finał   |
| Zawodniczka        | Konkurencja                   | Rezultat   | Pozycja    | Rezultat | Pozycja  | Rezultat | Pozycja |
| ------------------ | ----------------------------- | ---------- | ---------- | -------- | -------- | -------- | ------- |
| Hanna Hermansson   | bieg na 800 m                 | 2:01,25    | 13. q      | 2:00,43  | 12.      | NQ       | NQ      |
| Lovisa Lindh       | bieg na 800 m                 | DNS        | DNS        | NQ       | NQ       | NQ       | NQ      |
| Meraf Bahta        | bieg na 1500 m                | 4:03,23    | 5. Q       | 4:04,04  | 6. Q     | 4:04,76  | 9.      |
| Sarah Lahti        | bieg na 5000 m                | DNS        | DNS        | —        | —        | NQ       | NQ      |
| Sarah Lahti        | bieg na 10 000 m              | —          | —          | —        | —        | DNF      | DNF     |
| Louise Wiker       | maraton                       | —          | —          | —        | —        | DNF      | DNF     |
| Lisa Ring          | maraton                       | —          | —          | —        | —        | 2:48:39  | 60.     |
| Charlotta Fougberg | bieg na 3000 m z przeszkodami | 10:21,21   | 39.        | —        | —        | NQ       | NQ      |
| Maria Larsson      | bieg na 3000 m z przeszkodami | 9:48,13    | 23.        | —        | —        | NQ       | NQ      |

| Zawodniczka        | Konkurencja    | Kwalifikacje | Kwalifikacje | Finał | Finał   |
| Zawodniczka        | Konkurencja    | Wynik        | Pozycja      | Wynik | Pozycja |
| ------------------ | -------------- | ------------ | ------------ | ----- | ------- |
| Erika Kinsey       | skok wzwyż     | 1,85         | =21.         | NQ    | NQ      |
| Sofie Skoog        | skok wzwyż     | 1,89         | 18.          | NQ    | NQ      |
| Angelica Bengtsson | skok o tyczce  | 4,55         | =8. q        | 4,55  | 10.     |
| Lisa Gunnarsson    | skok o tyczce  | 4,35         | 17.          | NQ    | NQ      |
| Michaela Meijer    | skok o tyczce  | NM           | –            | NQ    | NQ      |
| Khaddi Sagnia      | skok w dal     | 6,42         | 16.          | NQ    | NQ      |
| Fanny Roos         | pchnięcie kulą | 17,31        | 20.          | NQ    | NQ      |
| Marinda Petersson  | rzut młotem    | 66,46        | 20.          | NQ    | NQ      |
| Ida Storm          | rzut młotem    | 67,39        | 17.          | NQ    | NQ      |